# Thecla aurantiaexcessa
Thecla aurantiaexcessa är en fjärilsart som beskrevs av Tutt. Thecla aurantiaexcessa ingår i släktet Thecla och familjen juvelvingar. Inga underarter finns listade i Catalogue of Life.